# USS Salerno Bay (CVE-110)
Le USS Salerno Bay (CVE-110) (ex-Willapa Bay) était un porte-avions d'escorte de classe Commencement Bay de la marine américaine par le chantier naval Todd-Pacific à Tacoma dans l'État de Washington. Il fut en service actif le 5 mars 1945

## Historique
Sixième de la ligne des porte-avions d'escorte de la classe Commencement Bay avec des améliorations dictées par l'expérience d'exploitation de cette classe, Salerno Bay a embarqué son premier groupe aérien (MCVEG-5) fin juin 1945. Avec ce groupe, comprenant le Marine Fighter Squadron 514 (VMF-514) et le Marine Torpedo Bombing Squadron 144 (VMSB-144), il s'est entraîné au large du sud de la Californie. Deux jours après la capitulation du Japon à la mi-août, il a navigué vers l'ouest avec le Composite Squadron 68 (VC-68) à son bord. Il a mené d'autres opérations d'entraînement, y compris la qualification de nuit de son groupe aérien, dans les eaux hawaïennes, puis a continué vers l'ouest. Le 21 septembre, il a jeté l'ancre à Okinawa. Il est reparti le 12 octobre pour soutenir l'occupation de Formose par les troupes de l'armée chinoise, puis est allé à Saipan trois semaines. Détaché de la 7ème flotte il est retourné vers Guam avec des vétérans et mis le cap sur Pearl Harbor et San Diego. Puis il est passé par de Canal de Panama pour se rendre à Norfolk, en Virginie.

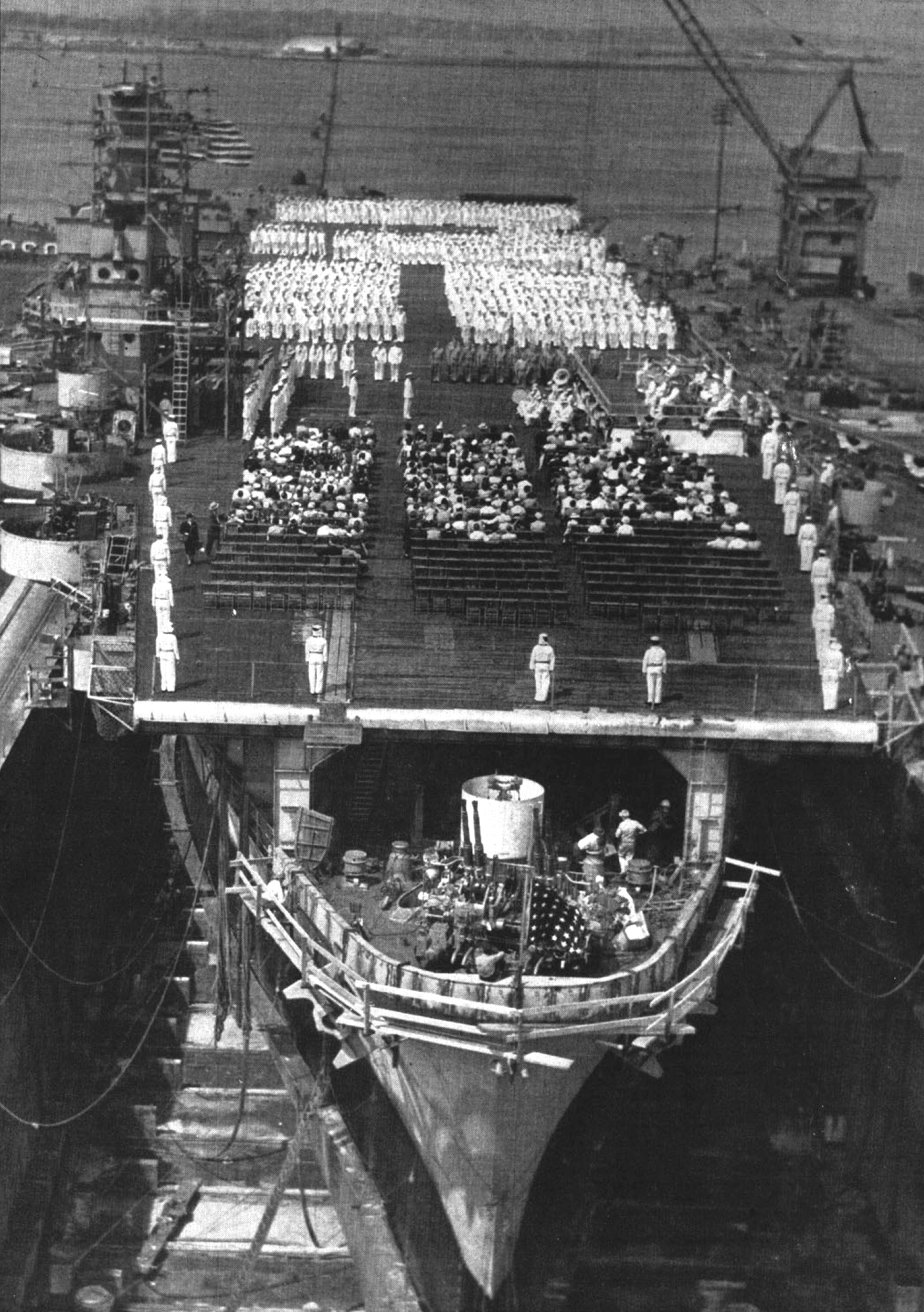
Réintégration de l'USS Salerno Bay en 1951

Affecté à la flotte de l'Atlantique et engagé principalement dans la qualification des pilotes, Salerno Bay a opéré le long de la côte est et dans les Caraïbes jusqu'en 1947. Puis il a été  inactivé et, en juin, il a navigué vers Boston, pour être mis en réserve.

### Guerre de Corée
Le 20 juin 1951, il est réintégré au service pendant la guerre de Corée. Il a servi dans les eaux de l' Atlantique et de la Méditerranée.
Il a été mis hors service le 16 février 1954. Reclassé en AKV-10 en 1959, il est supprimé de la liste de la flotte le 1er juin 1961 et vendu le 30 octobre 1961 à Revalorizacion de Materiales au Portugal.